# Арголь
Арго́ль (фр. Argol) — муниципалитет во Франции, в регионе Бретань, департамент Финистер, округ Шатолен, кантон Крозон. 
Население — 998 человек (2019).
Муниципалитет расположен в 500 км к западу от Парижа, 200 км к западу от Ренна, 33 км северо-западнее Кемпера.

## Экономика
В 2007 году среди 468 человек в трудоспособном возрасте (15-64 лет) 336 были активные, 132 — неактивные (показатель активности 71,8 %, в 1999 году было 62,6 %). Из 336 активных работали 300 человек (171 человек и 129 женщин), безработных было 36 (15 мужчин и 21 женщина). Среди 132 неактивных 33 человека были учениками или студентами, 53 — пенсионерами, 46 были неактивными по другим причинам.
В 2008 году в муниципалитете числилось 359 налогооблагаемых домохозяйств в которых проживало 807,5 лица, медиана доходов выносила 15 539 евро на одного потребителя.